# Pat Tillman
Patrick Daniel Tillman, Jr. (San José, California, 6 de noviembre de 1976 - Afganistán, 22 de abril de 2004) fue un jugador de fútbol americano que, en respuesta a los atentados del 11 de septiembre de 2001, abandonó su carrera profesional para alistarse en el ejército estadounidense en mayo de 2002. Falleció en una misión en Afganistán, cerca de la frontera pakistaní, víctima de fuego amigo. Tillman fue el primer jugador profesional de fútbol americano que murió con el uniforme de soldado desde la muerte de Bob Kalsu de los Buffalo Bills, en la guerra de Vietnam, en 1970. 
Inició su carrera deportiva en 1994 como linebacker, en la Universidad Estatal de Arizona. Fue seleccionado por Arizona Cardinals en el 1998 NFL Draft. En mayo de 2002, ocho meses después de los atentados del 11-S, y después de terminar los quince partidos de la temporada 2001 posteriores a los ataques (con un sueldo de 512 000 dólares anuales), Tillman rechazó una oferta de renovación de los Cardinals por 3,6 millones de dólares para alistarse en el ejército estadounidense. Tanto él como su hermano Kevin ingresaron en el segundo batallón del 75.º Regimiento Ranger.
Estuvo primero en Irak y después en Afganistán. La muerte de Tillman provocó una controversia nacional cuando se descubrió que el Pentágono no había dado la noticia de su muerte hasta el 28 de mayo, un mes después, según su familia y otros críticos con el fin de proteger la imagen de las Fuerzas Armadas.

## Vida personal
Pat Tillman no era religioso según Richard Tillman, su hermano. Su ateísmo también se confirmó en un documental sobre su vida.